# Promanawa
Promanawa is een geslacht van uitgestorven kreeftachtigen uit de klasse van de Ostracoda (mosselkreeftjes).

## Soorten
- Promanawa australiensis Mckenzie & Neil, 1983 †
- Promanawa konishii (Nohara, 1976) Mckenzie & Neil, 1983 †